# 1640-1649
De jaren 1640-1649 (van de christelijke jaartelling) zijn een decennium in de 17e eeuw.

## Belangrijke gebeurtenissen

### Oorlogen

#### Dertigjarige Oorlog
- 1640 : Portugese Restauratieoorlog. Het Koninkrijk Portugal scheurt zich af van Spanje. Johan, hertog van Bragança wordt uitgeroepen tot koning.
- 1641 : Slag bij Montjuïc is een onderdeel van de Catalaanse opstand (1640-1659). De Catalanen krijgen steun van de Fransen.
- 1642 : Kardinaal de Richelieu sterft, hij wordt opgevolgd door kardinaal Jules Mazarin.
- 1642 : Slag bij Breitenfeld. De Zweedse veldheer Lennart Torstenson verslaat de keizerlijke veldheer Ottavio Piccolomini.
- 1643 : Koning Lodewijk XIII van Frankrijk sterft. Koningin-moeder Anna van Oostenrijk is regentes uit naam van haar minderjarige zoon Lodewijk XIV.
- 1643 : De openlijke oorlog tussen Frankrijk en Spanje kent zijn hoogtepunt in de Slag bij Rocroi, waarbij een relatief klein Frans leger onder leiding van de Hertog van Condé in de buurt van Rocroi aan de Franse noordgrens het grote en onoverwinnelijk geachte Spaanse leger onder leiding van Graaf de Melo vernietigend verslaat.
- 1643-1645 :  De Zweedse rijkskanselier Axel Oxenstierna begint een preventieve oorlog tegen Denemarken. De Nederlanders Louis de Geer en Elias Trip leveren de Zweden wapens, en Andries Bicker en Johan de Witt bemiddelen met het oog op de Hollandse oostvaart.
- 1645 : Slag bij Jankau. De Zweden behalen een klinkende overwinning op het keizerlijk leger.
- 1646 : De Zweden veroveren het Keurvorstendom Beieren.
- 1647 : Vrede van Ulm. Beieren trekt zich uit de Dertigjarige Oorlog.
- 1648 : Beleg van Praag. De Zweden staan voor de poorten van de stad.
- 1648 : Vrede van Westfalen maakt een einde aan de Dertigjarige Oorlog. Het resultaat is machtsverlies voor de Duitse keizer en verregaande politieke versplintering van het Heilige Roomse Rijk. De verwoestingen, slachtpartijen, hongersnoden en epidemieën op Duits grondgebied zullen pas in de Tweede Wereldoorlog overtroffen worden. Hiermee is voor Frankrijk de weg vrij om zich te profileren als de grootste continentaal-Europese mogendheid. Zweden verwerft gebieden in Duitsland (o.a. Voor-Pommeren en Stettin, en beheerst voortaan de Oostzee.
- 1648 : La Fronde. In Frankrijk keert de rust niet terug. De leden van de parlementen en andere belangrijke bestuur instellingen reageren tegen de fiscale lasten die het de voorgaande jaren zijn opgelegd. De Frans-Spaanse Oorlog (1635-1659) wordt verdergezet.
- 1649 : Oorlogen van Castro. De pauselijke troepen maken de stad Castro met de grond gelijk.

#### Tachtigjarige Oorlog
- 1640 :  Na de dood van Hendrik Casimir besluiten de Staten-Generaal een afvaardiging naar Friesland en Groningen te sturen om erop aan te dringen Frederik Hendrik als stadhouder te benoemen. Friesland benoemt snel Hendriks broer Willem Frederik voor de afvaardiging arriveert. Groningen en Drenthe besluiten Frederik Hendrik tot stadhouder te benoemen.  De Staten-Generaal benoemen de Prins van Oranje ook tot stadhouder van de generaliteitslanden Wedde en Westerwolde.
- 1641 : Ferdinand van Oostenrijk sterft, Francisco de Melo wordt de nieuwe landvoogd van de Spaanse Nederlanden.
- 1642 : Slag bij Honnecourt. Het Spaanse leger stuit de Franse opmars.
- 1644-1645 : Beleg van Sas van Gent en het Beleg van Hulst, de Linie van Communicatie tussen Hulst en Sas van Gent wordt staats.
- 1644 : Francisco de Melo wordt vervangen door Manuel de Castel Rodrigo.
- 1646 : Beleg van Antwerpen. Frederik Hendrik van Oranje probeert tevergeefs de stad te veroveren.
- 1647 : Frederik Hendrik sterft, hij wordt opgevolgd door zijn zoon Willem II van Oranje.
- 1648 : In Münster arriveert een delegatie van acht Statenleden uit de Nederlanden onder leiding van Adriaan Pauw, om met de Spanjaarden te onderhandelen over vrede. De Vrede van Münster wordt getekend. Hiermee komt een einde aan de Tachtigjarige Oorlog.

### Britse Rijk
- 1641 : Ierse Confederale Oorlogen. Bloedbad van Ulster. De katholieke Ieren doden bij een opstand duizenden protestanten, honderdduizenden volgens de pamfletten van het Engelse parlement.
- 1642 : Engelse Burgeroorlog is een strijd tussen de koningsgezinde aanhangers van Karel I van Engeland - de cavaliers - en de aanhangers van het Long Parliament, de roundheads.
- 1644 : Slag bij Marston Moor. De royalisten verliezen Noord-Engeland.
- 1645 : Aartsbisschop van Canterbury William Laud wordt geëxecuteerd.
- 1645 : New Model Army wordt opgericht met aan het hoofd Thomas Fairfax.
- 1646 : Koning Karel I levert zichzelf uit aan de Schotten.
- 1647 : Karel I kan de Schotten overtuigen voor hem te vechten.
- 1648 : Slag bij Preston. De Schotten worden verslagen.
- 1649 : Karel I wordt geëxecuteerd wegens hoogverraad. Dit is het begin van het Engelse Gemenebest of het Engels Interregnum.
- 1649 - 1650 : Oliver Cromwell voert een strafexpeditie uit in Ierland waarbij duizenden katholieken worden gedood.

### Tsaardom Rusland
- 1645 : De eerste Romanov tsaar Michaël I Fjodorovitsj Romanov sterft, hij wordt opgevolgd door zijn zoon Alexis.
- 1648 : Chmelnytsky-opstand. Bohdan Chmelnytsky begint een opstand om Oekraïne te ontdoen van Poolse en Roetheense magnaten en joden. Binnen enkele maanden na het begin van de opstand zijn vrijwel alle Poolse edelen, beambten en priesters omgebracht of uit Oekraïne verdreven. Vooral onder de joden zijn de verliezen zwaar want zij zijn van het szlachta-regime het talrijkst en het makkelijkst te vangen. Chmelnytsky vertelt dat de Polen hen als slaven 'in de handen van de vervloekte joden' hadden verkocht. Met die woorden als strijdkreet slachten de kozakken in de jaren 1648-1649 een enorm aantal joden af. De schattingen lopen uiteen van minimaal 50.000 tot honderdduizenden doden onder de joden. Driehonderd joodse gemeenschappen worden volkomen vernietigd. Het totale aantal doden in het Pools-Litouws Gemenebest als gevolg van de opstand bedraagt meer dan een miljoen. Bij represailles worden duizenden kozakken en hen steunende boeren vermoord.
- 1649 : Kozakken-Hetmanaat wordt opgericht en wordt op termijn een protectoraat van Rusland.
- 1649 : Alexis maakt het lijfeigenschap wettelijk.

### Azië
- 1641 : Het kunstmatig eiland Dejima wordt gecreëerd, het is een Nederlandse handelspost en het enige contact tussen de westerse wereld en het grotendeels afgesloten Japan.
- 1644 : Begin van de Qing-dynastie, de laatste keizerlijke dynastie van China.

### Wereldhandel en kolonies
- 1641 : De WIC verovert een deel van de West-Afrikaanse kust op de Portugezen.
- 1641 : De VOC verovert de stad Malakka (Maleisië) en stichten Nederlands-Malakka, een handelspost waar eeuwenlang schatten zullen worden verdiend.
- 1641 : Verdrag van Den Haag. Portugal herwint zijn zelfstandigheid en sluit met de Republiek der Zeven Verenigde Nederlanden een Verdrag van Defensieve en Offensieve Alliantie. De West-Indische Compagnie begint in goed vertrouwen te bezuinigen op de bezittingen in Olinda en Recife.
- 1642-1644 : Abel Tasman ontdekt tijdens zijn reis Tasmanië, Nieuw-Zeeland en Tongatapu. Alleen op het laatste eiland werd de bemanning vriendelijk onthaald.
- 1643-1645 : Oorlog van Kieft. In Nieuw Nederland worden zo'n 1600 Indianen door kolonisten uitgemoord. Gouverneur Willem Kieft maakt zich ook bij de burgers van Nieuw-Amsterdam onmogelijk, en in 1647 wordt hij vervangen door Peter Stuyvesant.
- 1644 : Johan Maurits van Nassau-Dietz keert teleurgesteld terug naar Den Haag, terwijl in Brazilië de Portugese planters in opstand komen tegen het Nederlands bestuur.
- 1648 : Nederlands-Portugese Oorlog. De Portugezen heroveren Angola en proberen de Nederlanders uit Brazilië te verdrijven.
- 1648 : Verdrag van Concordia. Het eiland Sint Maarten wordt verdeeld tussen tussen Frankrijk en de Republiek der Zeven Verenigde Nederlanden.

### Godsdienst
- Nu Willem II zich met de orthodoxe calvinisten verbonden heeft, dreigen Descartes' vijanden -vooral Voetius- de kans te krijgen zijn filosofie het zwijgen op te leggen. René Descartes verlaat ontmoedigd de Republiek der Zeven Verenigde Nederlanden en vertrekt naar Zweden.
- In zijn in 1640 postuum verschenen werk "De Augustine" concludeert Cornelius Jansenius dat de menselijke natuur slecht is en plaatst hij de vrije wil van de mens in het kader van de predestinatieleer. Door inzet van de jezuïeten wordt het boek van Jansenius al in 1642 veroordeeld. Desondanks blijven enige bisschoppen de stellingen in het boek verdedigen. Het Franse klooster Port-Royal-des-Champs wordt zelfs enige tijd een belangrijk theologisch centrum van de Jansenisten.
- Tussen 1642 en 1649 komen de Martelaren van Noord-Amerika om het leven door hun werk onder de Indianen in Québec.
- 1645 : Ritenstrijd in China. Is een conflict binnen de katholieke kerk over de te volgen ritus in zake geloof in China.
- Samen met de Westminster Confession of Faith (1647), schrijven de Westminster Assembly van Britse Protestanten ook twee catechismussen, de Grote Catechismus van Westminster en de Kleine Catechismus van Westminster. Beide catechismussen zijn bedoeld voor zowel de Church of England als de Church of Scotland, maar vanwege hun onmiskenbare Calvinistische inslag, worden de beide catechismussen alleen door de Presbyteriaanse Church of Scotland geaccepteerd (1648). Samen met de Westminster Confession of Faith zijn de catechismussen de officiële corpus doctrinae van de Church of Scotland.
- De Paters Kapucijnen besluiten in 1644 een processie in te richten om oorlog en pest te weren. Een veertigtal leden van de in 1637 gestichte 'Sodaliteit van de Gekruiste Zaligmaker' neemt deel aan deze processie. In 1646 besluit de Sodaliteit om de Boetprocessie van Veurne zelf te organiseren. De boetelingen zijn gekleed in een ruwe bruine boetepij en trekken met een zwaar kruis op de schouders door de straten van Veurne.

### Wetenschap en techniek
- Evangelista Torricelli formuleert de Wet van Torricelli. Hij volgt Galileo Galilei op als hoogleraar, ontdekt het vacuüm en vindt de barometer uit.
- De Franse wiskundige Blaise Pascal werkt van 1642 tot 1645 aan de Pascaline, een voorloper van de rekenmachine.
- De Historia Naturalis Brasiliae wordt samengesteld door Willem Piso, lijfarts van Johan Maurits, en Georg Markgraf, arts, cartograaf, astronoom en wiskundige. Ze bevat een uitgebreide beschrijving van de flora en fauna van Brazilië en eveneens van de tropische ziektes en de gewoonten en gebruiken van de inheemse bevolking.
- Begin van de selenografie of kartografie van de maan, door de Zuid-Nederlander Michael van Langren, die in 1645 en de Pool Johannes Hevelius, die in 1647 met een wetenschappelijke kaart van de maan komt.

### Stad en land
- Als alternatief voor de Stadsweg werd het trekpad aan de noordkant van het Damsterdiep in de jaren 1647-1650 als een van de eerste wegen in de provincie Groningen met puin verhard. Er werd een wagenspoor met de uniforme spoorbreedte van 1.28 m - het zogenaamde Hollands spoor - aangelegd. Er mochten hier alleen postkoetsen en wagens van leden van het voerliedengilde passeren. Particuliere wagens, karren, sleden en vee moesten gebruik blijven maken van de Stadsweg.

## Kunst en cultuur
In 1642 verbiedt het Engelse parlement alle toneeluitvoeringen, omdat de Puriteinse leider Oliver Cromwell alle toneel onzedelijk vindt. In 1649 wordt een illegale voorstelling in het Londense Cockpit theater afgebroken door soldaten, die alle acteurs gevangen nemen.

### Schilderkunst
- Voltooiing van De Nachtwacht door Rembrandt.

De Nachtwacht

<< · 1640 · 1641 · 1642 · 1643 · 1644 · 1645 · 1646 · 1647 · 1648 · 1649 · >>
<< · 1600-1609 · 1610-1619 · 1620-1629 · 1630-1639 · 1640-1649 · 1650-1659 · 1660-1669 · 1670-1679 · 1680-1689 · 1690-1699 · >>